# Полярный фронт

Положение полярного фронта на диаграмме атмосферных потоков

Полярный фронт — атмосферный фронт, разделяющий умеренные воздушные массы и тропические воздушные массы. Этот тип атмосферного фронта образуется зимой между 30–45° с. ш. и ю. ш., летом между 40–55° с. ш. и ю. ш. Каждый фронт состоит из нескольких ветвей, на каждой из которых образуются интенсивные циклонические процессы. В течение зимы ветвь полярного фронта располагается в Атлантическом океане около побережья Франции. В летнее время полярный фронт устанавливается в полосе от Центральной Монголии до севера Приморского края.